# 4º Reggimento artiglieria controaerei “Peschiera”

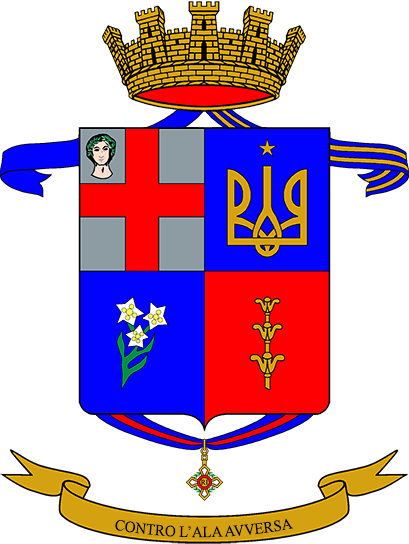
Wappen des 4. Flugabwehr-Regiments

Das 4. Flugabwehrraketen-Regiment Peschiera (sprich: Peskiëra, nach der Festung Peschiera del Garda) ist ein Flugabwehr-Verband des italienischen Heeres mit Sitz in Mantua. Das Regiment ist mit dem Raketensystem SAMP/T ausgerüstet und untersteht dem Flugabwehrkommando des Heeres in Sabaudia.
Lange Zeit bildeten das 4. und das 5. Flugabwehrregiment mit Hawk-Raketen in der norditalienischen Po-Ebene einen Flugabwehrraketen-Gürtel.

## Geschichte

### Von den Anfängen bis zum Zweiten Weltkrieg
Im Jahr 1915 wurde beim 13. Feldartillerie-Regiment in Rom eine erste Flugabwehr-Einheit gebildet. Während des Ersten Weltkriegs erhöhte sich die Anzahl der Flugabwehr-Batterien auf 69. 1918 entstanden fünf Verbände auf Regimentsebene, auf welche auch die Geschichte des 4. Regiments zurückgeführt werden kann. Bis 1920 wurden diese Einheiten und Verbände größtenteils wieder aufgelöst.
Noch 1920 entstand bei Nettuno eine Flugabwehrschule, 1926 dann vorübergehend zwölf Flugabwehrverbände für die Korpstruppen der einzelnen Armeekorps, darunter der 4. Flugabwehrverband in Peschiera del Garda. Aus diesem Verband wurde in Mantua das 4. Flakartillerie-Regiment gebildet. Es bestand zunächst aus zwei Bataillonen (Abteilungen), die ab 1934 mit der Flugabwehrkanone 75/46 Mod. 34 ausgerüstet waren, später dann mit der 90/53 Mod. 39.
Die territoriale Flugabwehr übernahmen in dieser Zeit Miliz-Einheiten. Im Heer gab es in der Regel bei jeder Division  Flugabwehr-Einheiten, die mit leichter Flak der Muster Cannone-mitragliera da 20/77 (Scotti) und Cannone-mitragliera da 20/65 (Breda) ausgerüstet waren. Die schwere Heeres-Flak blieb bei fünf Regimentern in Vercelli (1.), Neapel (2.), Florenz (3.), Mantua (4.) und Padua (5.) konzentriert. Ihre Bataillone sollten im Einsatz einzelnen Armeen oder Korps zugeteilt werden.
Das 4. Regiment verlegte während des italienischen Kolonialkriegs in Ostafrika und wegen der damit zusammenhängenden britisch-italienischen Spannungen zwei Bataillone nach Marsala auf Sizilien und ein drittes Bataillon nach Rom zur Verteidigung der Hauptstadt. 1938 und 1939 nahmen Teile des Regiments an der Schlussphase des Spanischen Bürgerkriegs teil. Im Zweiten Weltkrieg wurden einzelne Bataillone des Regiments an den verschiedenen Kriegsschauplätzen mit italienischer Beteiligung eingesetzt. Von 1942 bis 1943 operierte das Regiment in der Sowjetunion, wo es schließlich auch gegen Kampfpanzer eingesetzt wurde und dafür eine Auszeichnung erhielt. Das 4. Flugabwehr-Regiment wurde im September 1943 nach dem Waffenstillstand von Cassibile aufgelöst.

### Wiederaufstellung und Hawk-Ära
Am 24. Mai 1947 entstand es in Albenga als 4. leichtes Flugabwehr-Regiment des Heeres-Flugabwehrkommandos wieder und kam dann im Juli 1947 mit seinen drei Bataillonen auf 75/56 nach Cervignano del Friuli. In dieser Form bestand es bis zum 30. Juni 1951, als es seine Bataillone an die Divisionstruppen von drei Divisionen abgab. Am folgenden 1. Juli 1951 wurde es als 4. schweres Flugabwehrregiment auf 90/53 in Riva del Garda aufgestellt, wo es bis November 1955 blieb. Nachdem es knapp 13 Jahre in Verona stationiert gewesen war, kehrte es als 4. Flugabwehrraketen-Regiment mit neuen Hawk-Raketen an seinen alten Standort Mantua zurück, wo es sich noch heute befindet.
Ab 1964 erhielten die beiden Flugabwehrregimenter 4 und 5 für ihre jeweils zwei Bataillone insgesamt 16 Hawk-Batterien, die dezentral aufgestellt wurden:
| Verband/Einheit        | Stab/Basis                 | Einsatzstellung                                          |
| ---------------------- | -------------------------- | -------------------------------------------------------- |
| 4. Flugabwehr-Regiment | Mantua                     | Instandsetzungseinheit, Fernmeldekompanie in Mantua      |
| I. Bataillon           | Ravenna                    |                                                          |
| 1. Bttr.               | Ravenna                    | S14 Vallibasse Comacchio - 44° 45′ 51″ N, 12° 12′ 50″ O  |
| 2. Bttr.               | Ravenna                    | S15 Castiglione di Cervia - 44° 15′ 50″ N, 12° 17′ 39″ O |
| 3. Bttr.               | Coriano                    | S16 Passano di Coriano - 43° 57′ 32″ N, 12° 35′ 25″ O    |
| 4. Bttr.               | Ravenna                    | (gekadert)                                               |
| II. Bataillon          | Mantua                     |                                                          |
| 5. Bttr.               | Mantua                     | S9 Povegliano Veronese - 45° 20′ 11″ N, 10° 53′ 43″ O    |
| 6. Bttr.               | Cremona                    | S13 Zibello - 44° 59′ 34″ N, 10° 7′ 55″ O                |
| 7. Bttr.               | Mantua                     | S12 San Fiorano di Codogno - 45° 8′ 11″ N, 9° 42′ 5″ O   |
| 8. Bttr.               | Cremona                    | S11 Manerbio - 45° 20′ 30″ N, 10° 10′ 19″ O              |
| 9. Bttr.               | Mantua                     | S10 Camatte di Suzzara - 45° 0′ 46″ N, 10° 48′ 37″ O     |
| 5. Flugabwehr-Regiment | Mestre                     | Instandsetzungseinheit, Fernmeldekompanie in Mestre      |
| I. Bataillon           | San Donà di Piave          |                                                          |
| 1. Bttr.               | Codroipo, später Basiliano | S1 Plasencis - 46° 4′ 5″ N, 13° 6′ 14″ O                 |
| 2. Bttr.               | Aquileia                   | S2 Terzo d’Aquileia - 45° 47′ 20″ N, 13° 22′ 15″ O       |
| 3. Bttr.               | San Donà di Piave          | S3 San Giorgio di Livenza - 45° 37′ 33″ N, 12° 49′ 14″ O |
| 4. Bttr.               | Fontanafredda              | S4 Fontanafredda - 45° 56′ 44″ N, 12° 32′ 56″ O          |
| II. Bataillon          | Rovigo                     |                                                          |
| 5. Bttr.               | Mestre                     | S5 Peseggia - 45° 34′ 13″ N, 12° 10′ 26″ O               |
| 6. Bttr.               | Rovigo                     | S6 Conetta - 45° 10′ 12″ N, 12° 0′ 12″ O                 |
| 7. Bttr.               | Rovigo, später Ferrara     | S7 Marzanata di Trecenta - 45° 1′ 23″ N, 11° 24′ 51″ O   |
| 8. Bttr.               | Vicenza, später Rovigo     | S8 Montegalda-San Rocco - 45° 28′ 22″ N, 11° 35′ 31″ O   |

Die 16 Hawk-Stellungen in Norditalien bildeten in ihrer Gesamtheit in etwa ein Rechteck, das sich von der Lombardei im Westen bis ins Friaul im Osten erstreckte. Ein Frontalangriff aus dem Osten wäre damit auf tief gestaffelte Stellungen gestoßen. Umgehungen aus dem Norden oder Süden hatten die Stellungen entlang der längeren, in West-Ost-Richtung verlaufenden Seiten des gedachten Rechtecks abzuwehren. Die südliche Flanke wurde durch eine bei Venedig nach Süden abzweigende, an der Adriaküste bis nach Rimini verlaufende Stellungslinie des I. Bataillons/4. Regiment sowie mit weiteren Flak-Einheiten zusätzlich gesichert. Das II. Bataillon des 4. Regiments stellte die Stellungen im westlichen Teil des genannten Rechtecks. Dort gab es in der Lombardei bis Ende der 1970er Jahre die Turmstellung San Fiorano (Site 12) der 7. Batterie, die als einzige in der NATO nicht nach Osten, sondern nach Westen ausgerichtet war; sie sollte Angriffe im Rücken des norditalienischen Verteidigungssystems abwehren. Im Bereich dieses Hawk-Gürtels, der für niedrige bis mittlere Höhen vorgesehen war, stationierte die italienische Luftwaffe die zwölf Batterien mit dem für große Höhen gedachten Raketensystem Nike Hercules der 1ª Brigata Aerea. Damit waren alle operativen Nike- und Hawk-Einheiten im Norden und Nordosten Italiens konzentriert, wo man in einem Krieg mit den Staaten des Warschauer Pakts den Schwerpunkt der Operationen in Italien erwartete. Die operative Führung der Nike- und Hawk-Einheiten lag bei der italienischen Luftwaffe.
Die Hawk-Einsatzstellungen errichtete man fast ausnahmslos nach einem einheitlichen NATO-Standard. Sie ermöglichten eine zum Teil überlappende Deckung Norditaliens. Darüber hinaus waren sie in der Regel auch in der Nähe besonders wichtiger militärischer Einrichtungen wie Kommandozentralen, Militärflugplätze oder Sondermunitionslager (u. a. Site Pluto) positioniert. Im Fall des 4. Regiments handelte es sich dabei um die Militärflugplätze von Cervia und Rimini (2., 3. Batterie/I.) sowie um die Flugplätze von Piacenza und Ghedi (7., 8. Batterie/II.). Im Gegensatz zu den ortsgebundenen Nike Hercules konnten und sollten die Hawk-Einheiten auch in verschiedene Feldstellungen verlegen. Übungen mit scharfem Schuss führte man in Salto di Quirra auf Sardinien durch.
In Mittel- und Süditalien gab es im Normalfall keine flächendeckende Flugabwehr. Hier waren in erster Linie Abfangjäger für die Luftverteidigung zuständig. Punktuell wurden dort wiederum vor allem Militärflugplätze durch die Flugabwehr geschützt (Spada). Einen Beitrag konnten auch die Flugabwehrsysteme von Kriegsschiffen leisten. Die Stadt Rom profitierte von der Nähe der Flugabwehrschule des Heeres in Sabaudia. Hier wurde auch das Stammpersonal der beiden Hawk-Regimenter ausgebildet.
Bei den Hawk-Raketen führte man mehrmals Maßnahmen zur Kampfwertsteigerung durch, so zwischen 1975 und 1977 (HELIP, Improved Hawk) und dann 1983 (PIP), wodurch die Datenübertragung, die Reaktionszeiten und die ECM-Resistenz verbessert werden konnten. 1985 erhielten die Bataillons-Gefechtsstände das Kampfführungssystem AN/TSQ 73 Missile Minder, das dem gesamten Raketensystem einen recht hohen Wirkungsgrad gab.
Im Zug einer Heeresreform wurden ab 1992 grundsätzlich Regimenter in Bataillonsstärke eingeführt. Aus den vier oben genannten Bataillonen entstanden die Flugabwehr-Regimenter 2 in Ravenna, 3 in Rovigo, 4 in Mantua und 5 in San Donà di Piave, wodurch sich grundsätzlich kaum etwas änderte. 1996 wurde das 2. Regiment aufgelöst, 2001 dann das 3. Das 5. Regiment kam 2001 nach Rovigo. 2011 begann man beim 4. Flugabwehrregiment mit der Einführung der SAMP/T, mit der im Heer nur dieser Verband ausgerüstet ist. Gleichzeitig begann die Auflösung des 5. Flugabwehrregiments und damit die endgültige Ausmusterung der Hawk. Die in obiger Liste genannten Stellungen werden nicht mehr genutzt.

### Übungen und Einsätze
Zu den Übungen und Einsätzen, die das 4. Flugabwehrregiment seit 1990 absolviert hat, gehören:
- Von 1995 bis 1996 Verlegung von Batterien nach Mittel- und Süditalien während der Operation Deny Flight.
- Von 1998 bis 1999 Verlegung von Teilen des Regiments nach Apulien während der Operation Allied Force.
- Im April 2002 Teilnahme an der Übung Spring Flag, Verlegung nach Grosseto in der Toskana.
- Im Mai 2002 Teilverlegung nach Pratica di Mare während des dortigen NATO-Gipfeltreffens.
- 2003 und 2004 Teilverlegung nach Rom wegen politischer Gipfeltreffen.
- April 2005 Teilverlegung nach Rom wegen der Beerdigung von Papst Johannes Paul II. und des nachfolgenden Konklave.
- Im Januar 2006 Teilverlegung ins Piemont wegen der Olympischen Winterspiele.
- Im Juni 2016 Verlegung einer SAMP/T-Batterie in die Türkei (Operation Active Fence)